# Mathieu Orfila
Mathieu José Bonaventura Orfila Rotger (Minorca, 24 aprile 1787 – Parigi, 12 marzo 1853) è stato un medico spagnolo.
Figura di rilievo nel campo della tossicologia e nella politica per la gestione del sistema sanitario francese negli anni trenta dell'Ottocento.

## Biografia
Orfila nacque a Maó, comune spagnolo situato sull'isola di Minorca, in una famiglia di mercanti di origine contadina, con un reddito però sufficiente a garantire una buona istruzione per i loro figli. Sin dai primi anni poté approfittare dell'ambiente cosmopolita di Minorca per imparare le lingue e le scienze moderne.
Dopo aver rinunciato ad una carriera in marina, Orfila decise nel settembre del 1804 di intraprendere gli studi di medicina all'Università di Valencia, dove sviluppò ben presto un particolare interesse per la chimica grazie alle lezioni di Pizcueta. Date però le carenze educative trovate, Orfila decise di imparare la chimica attraverso le opere di grandi autori francesi quali Lavoisier, Fourcroy e Berthollet.
Non trovando l'ambiente stimolante per i suoi studi nell'estate del 1805 inviò diverse lettere al padre, d'Antoni Orfila, descrivendo negativamente l'insegnamento di medicina, con l'obiettivo di avere il permesso di proseguire gli studi a Barcellona.

### Soggiorno a Barcellona
Un anno dopo si trasferì dunque a Barcellona, dove rimase per due anni. Allora il suo insegnante di chimica era Francisco Carbonell, un discepolo di Fourcroy ed un grande promotore della chimica industriale. Grazie al supporto di Carbonell, ad Orfila fu concessa una borsa di studio dalla Junta de Comercio de Barcelona, in modo da proseguire gli studi di chimica per altri quattro anni a Madrid e successivamente a Parigi, per ritornare poi a Barcellona dove lo aspettava una cattedra di chimica.

### Parigi e la guerra d'indipendenza
Mentre si trovava a Parigi, a causa dello scoppio della guerra d'indipendenza del 1808, la Junta de Comercio si vide costretta a ritirare la borsa di studio e non poté mantenere la promessa fatta riguardo alla cattedra di chimica. Di conseguenza per completare i suoi studi Orfila aprì una scuola privata, in cui teneva corsi di chimica e di altre scienze naturali che gli permisero di acquisire una certa fama e di guadagnare abbastanza da rifiutare altre offerte di lavoro provenienti dalla Spagna.
Successivamente scoprì che la maggior parte dei veleni, se mescolati con fluido animale e vegetale, sfuggivano dall'identificazione con i mezzi che erano stati utilizzati fino a quel momento. Questo fatto rivoluzionò le tecniche forensi e determinò la nascita della tossicologia.
Tra il 1814 e il 1817 pubblicò due grandi opere: "Traité des poisons” e “Eléments de chimie Médicale”, grazie alle quali guadagnò un grande riconoscimento fra la comunità scientifica francese. Nel 1815 si sposò con Gabrielle Lesueur, una giovane della borghesia francese che lo introdusse nei gatherings e nei soirées, in cui spiccava grazie al suo fascino e alle sue doti da cantante. Nel frattempo la fama di Orfila continuò a salire.

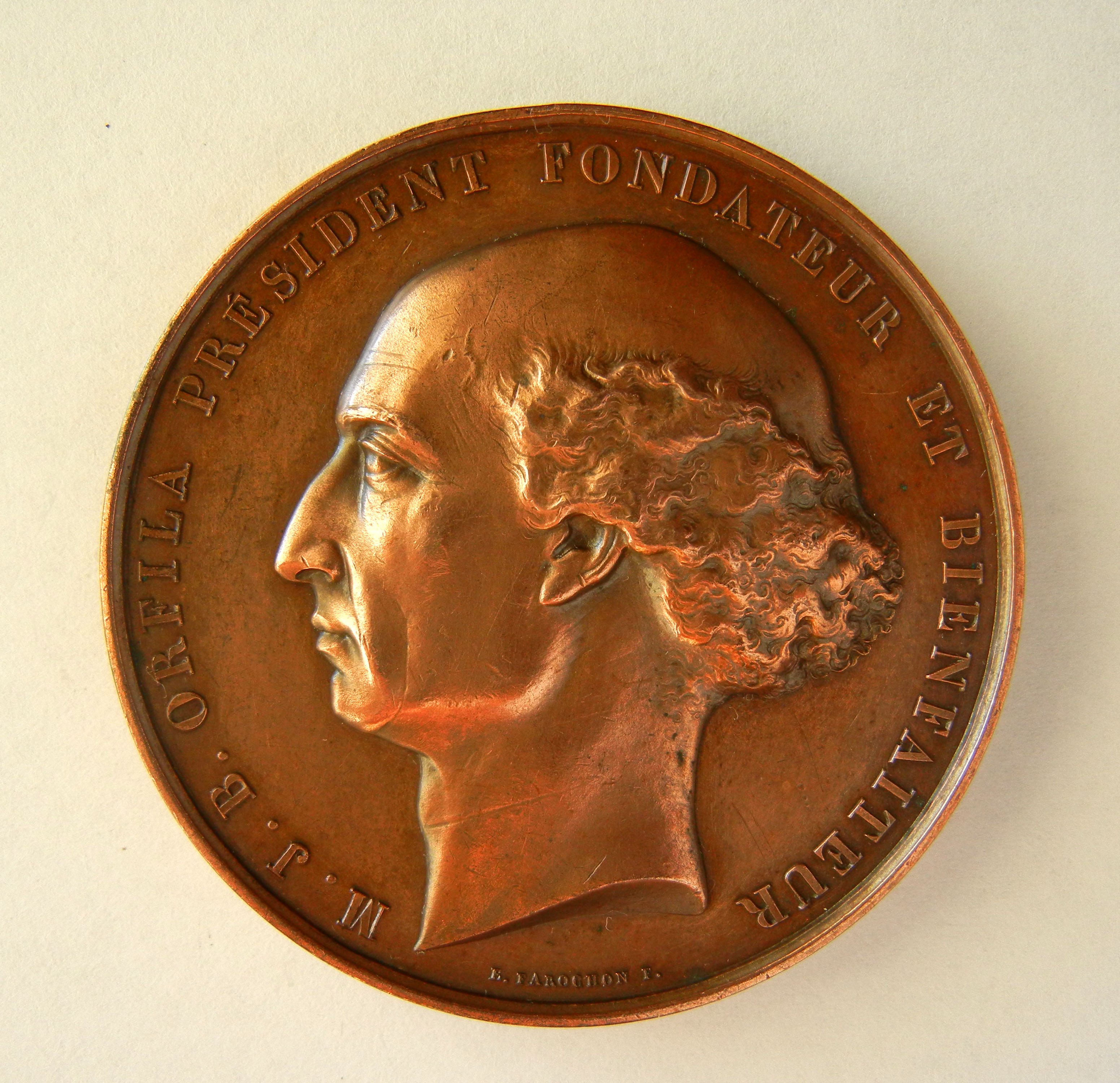
Medaglia di Mathieu Orfila (1787-1853)

### Le riviste scientifiche e gli ultimi anni
Sempre nel 1815 il governo spagnolo gli offrì una cattedra di chimica a Madrid. Orfila presentò al Governo della Spagna un rapporto nel quale espose le condizioni grazie alle quali avrebbe accettato il lavoro (maggiori risorse per gli esperimenti, un piano di formazione per fornire a tutte le università spagnole un docente di chimica entro i prossimi dieci anni). La sua proposta fu rifiutata e quindi egli rimase in Francia, dove fu designato medico di Luigi XVIII. Nel 1819 gli fu affidata la cattedra di medicina legale alla facoltà di medicina di Parigi e nel 1823 gli venne concessa quella di chimica. Ha partecipato attivamente alla nascita e allo sviluppo di due importanti riviste scientifiche del tempo, dove pubblicò una serie di documenti relativi alla tossicologia: "Journal de chimie Médicale, de Pharmacie et di Tossicologia'", e "Annales d'Igiene Publique et de Medicine Legale. I suoi lavori sono stati stampati più volte e tradotti in tutte le principali lingue europee.
Oltre a questi contributi, con i quali ha acquistato fama e riconoscimenti in vari circoli intellettuali, il suo coinvolgimento in tribunali ha dato risalto sociale alle sue attività e naturalmente anche a se stesso. Infatti le sue opinioni in caso di avvelenamento erano considerate infallibili. Orfila viene inoltre ricordato per essere il politico che ha gestito il sistema sanitario francese negli anni '30. Durante il suo mandato si circondò di collaboratori che si impegnarono in numerose iniziative riguardo alla sanità pubblica.
Il 28 febbraio 1848 Orfila fu costretto a dimettersi da tutti i suoi impegni, ma continuò a tenere la sua cattedra di chimica e rimase comunque membro dell'"Accademia di Medicina", della quale diventò presidente nel 1851.
Morì di polmonite all'età di sessantacinque anni il 12 marzo 1853 a Parigi.

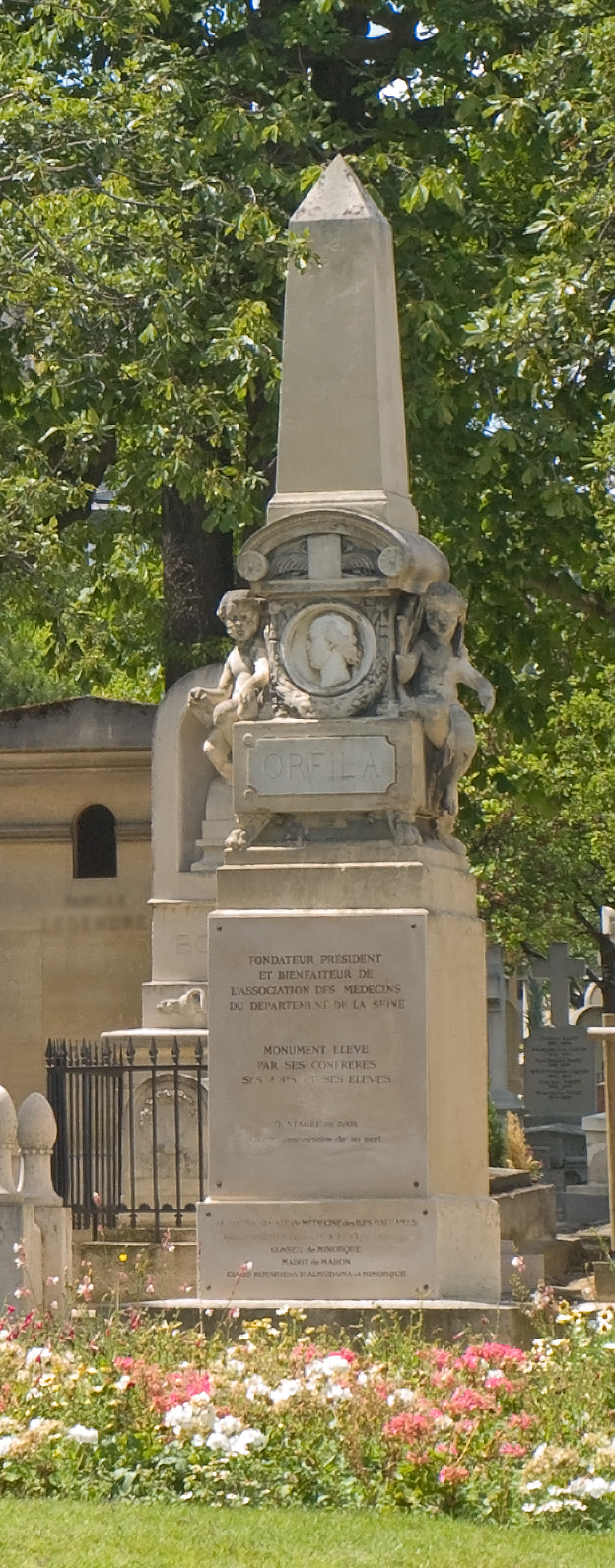
Tomba di Mathieu Orfila, cimitero di Montparnasse, Parigi, Francia.

### Riconoscimenti
- Membro del consiglio generale per gli ospedali.
- Membro del "Conseil Général de Seine".
- Membro del "Conseil d'Instruction Publique".
- Membro del "Conseil Municipal de Paris".
- Membro del "Conseil de Salubrité".
- Membro della "Royal Academy of Medicine".

### Pubblicazioni
- Traité des poisons tirés des règnes minéral, végétal et animal, ou toxicologie générale, considérée sous les rapports de la physiologie, de la pathologie et de la médecine légale, Crochard (Parigi), 1818, seconda edizione:

1. Vol. 1, Texte intégral.
2. Vol. 2, Texte intégral.

- Éléments de chimie médicale (1817)
- Leçons de médecine légale (1823)
- Traité des exhumations juridiques (1830)
- Traité de médecine légale, Béchet (Parigi), 1836, terza edizione, 4 vol. et 1 atlas:

1. Tomo 1, Texte intégral.
2. Tomo 2, Texte intégral.
3. Tomo 3, Texte intégral.
4. Tomo 4, Texte intégral.
5. Atlas, Texte intégral.

- Recherches sur l'empoisonnement par l'acide arsénieux (1841)
- Traité de toxicologie, Fortin e Masson (Parigi), 1818, quarta edizione,

1. Tomo 1, Texte intégral.
2. Tomo 2, Texte intégral.

- Éléments de chimie, Labé (Parigi), 1851, 2 vol., ottava edizione:

1. Tomo 1, Texte intégral.
2. Tomo 2, Texte intégral.